# Хамед
Хаме́д — дрібний острів в Червоному морі в архіпелазі Дахлак, належить Еритреї, адміністративно відноситься до району Дахлак регіону Семіен-Кей-Бахрі.

## Географія
Розташований за 1,3 м біля північного берега острова Харат. Має видовжену з північного сходу на південний захід форму. Довжина 120 м, ширина до 20 м. Острів облямований кораловими рифами Харат.